# Oleanan
Oleananul este un compus organic natural din categoria triterpenelor, prezent în unele specii de angiosperme.